# Cristian Ferreyra
Cristian Pablo Ferreyra (8 luglio 1975) è un ex calciatore argentino, di ruolo centrocampista.

## Carriera
Cresce nel settore giovanile dell'Huracán, club con il quale nel 1996 fa il suo esordio nella massima serie argentina: gioca infatti 15 partite nel campionato Clausura 1996, restando poi in rosa con i biancorossi anche nella stagione 1996-1997, nella stagione 1997-1998 e nell'Apertura 1998 (campionato nel quale segna anche il suo unico gol in carriera nella prima divisione argentina), per complessive 49 presenze ed un gol in campionato. Ad inizio 1999 passa quindi al Nueva Chicago, con cui rimane fino al 2000 giocando in totale 30 partite nella seconda divisione del campionato argentino.
Nel marzo del 2001 si trasferisce in Italia, accasandosi ai pugliesi della Fidelis Andria in Serie C1: nella stagione 2000-2001 gioca 8 partite in Serie C1, campionato che la Fidelis Andria conclude con una retrocessione in Serie C2. Rimane in squadra anche per la stagione 2001-2002, nella quale va a segno una volta in 17 partite nel campionato di Serie C2. Nell'estate del 2002 scende di due categorie, facendosi tesserare dagli abruzzesi del Celano: nella stagione 2002-2003 vince sia la Coppa Italia Dilettanti Abruzzo (partecipando quindi anche alla Coppa Italia Dilettanti) che il campionato di Eccellenza, nel quale gioca 27 partite e segna 3 gol. Rimane a Celano anche nella stagione 2003-2004 e nella stagione 2004-2005, entrambe disputate in Serie D: nella prima segna 6 gol in 28 presenze in campionato, mentre nella seconda, conclusasi con un secondo posto in classifica ed una sconfitta in finale play-off contro il Monopoli e con successivo ripescaggio in Serie C2 a completamento organici, segna 2 gol in 32 presenze. Dopo tre stagioni lascia la squadra abruzzese, trasferendosi al Pescina VG, club con il quale nella stagione 2005-2006 segna 2 gol in 29 presenze nell'Eccellenza abruzzese, campionato concluso al secondo posto in classifica e con la promozione in Serie D. Nella stagione 2006-2007 gioca invece 27 partite (e segna 2 reti) nel campionato di Serie D, che i biancoverdi vincono conquistando quindi la loro prima promozione nei professionisti.
Dopo la promozione in Serie C2 (la seconda nel corso di tre anni) cambia nuovamente squadra, restando comunque ancora in Abruzzo: nella stagione 2007-2008 gioca infatti 28 partite in Serie D con i pescaresi della R.C. Angolana, che si classificano al secondo posto nel girone F arrivando poi terzi nel Triangolare 3 della fase finale dei play-off, a cui si erano qualificati dopo aver vinto i due turni di play-off contro le squadre del proprio girone. nell'estate del 2008 Ferreyra lascia la Renato Curi Angolana, accasandosi alla Pro Vasto, con la quale nella stagione 2008-2009 realizza 2 reti in 30 presenze nel campionato di Serie D, che vince per la seconda volta in carriera; in questa stagione con i biancorossi abruzzesi vince inoltre anche il primo Scudetto Dilettanti in carriera, oltre ad ottenere la sua terza promozione in Serie C2 e, più in generale, la sua quinta promozione in carriera. Dopo la promozione lascia la Pro Vasto e va a giocare nei molisani dell'Atletico Trivento, club con il quale nella stagione 2009-2010 disputa 10 incontri in Serie D, nel quale la sua squadra arriva sesta in classifica mancando per un punto la qualificazione ai play-off. Nell'estate del 2010 cambia nuovamente squadra, scendendo nuovamente in Eccellenza dopo quattro stagioni consecutive disputate in Serie D: in particolare, si accasa ai laziali del Sora, con i quali vince il campionato laziale di Eccellenza, con conseguente promozione in Serie D, categoria nella quale Ferreyra gioca 2 partite con il Fortis Trani nella stagione successiva.

## Palmarès

### Club

#### Competizioni nazionali
- Serie D: 2

Pescina Valle del Giovenco: 2006-2007
Pro Vasto: 2008-2009
- Scudetto Dilettanti: 1

Pro Vasto: 2008-2009

#### Competizioni regionali
- Eccellenza: 2

Celano: 2002-2003
Sora: 2010-2011
- Coppa Italia Dilettanti Abruzzo: 1

Celano: 2002-2003